# Thysanotus asper
Thysanotus asper är en sparrisväxtart som beskrevs av John Lindley. Thysanotus asper ingår i släktet Thysanotus och familjen sparrisväxter. Inga underarter finns listade i Catalogue of Life.